# لاميون مشرقي
لاميون مشرقي (الاسم العلمي: Lamium orientale) هو نوع من النباتات يتبع جنس اللاميون من الفصيلة الشفوية.